# Шакиров, Станислав Алексеевич
Станислав Алексеевич Шакиров (род. 23 марта 1967 года, Новокульчубаево, Бирский район, Башкирская АССР, РСФСР) — марийский певец, композитор, заслуженный артист Республики Марий Эл (1997), народный артист Республики Марий Эл (2000), заслуженный артист Башкортостана (2012).

## Биография
Родился 23 марта 1967 года в деревне Новокульчубаево Бирского района Башкирской АССР.
В 1985 году закончил Бахтыбаевскую среднюю школу.
С 1985 по 1987 год был в армии.
В 1988 году поступил на вокальное отделение музыкального училища им. Палантая в городе Йошкар-Оле. Продолжая учебу в музыкальном училище, в 1989 году стал солистом Марийской Государственной филармонии им. Я. Эшпая, где организовал группу эстрадно-вокального направления «Кенеж йуд» («Летняя ночь»), которая в 1990 году была переименована в группу «Мари». В данный момент им создана студия «Станислав».